# Codice penale francese del 1795

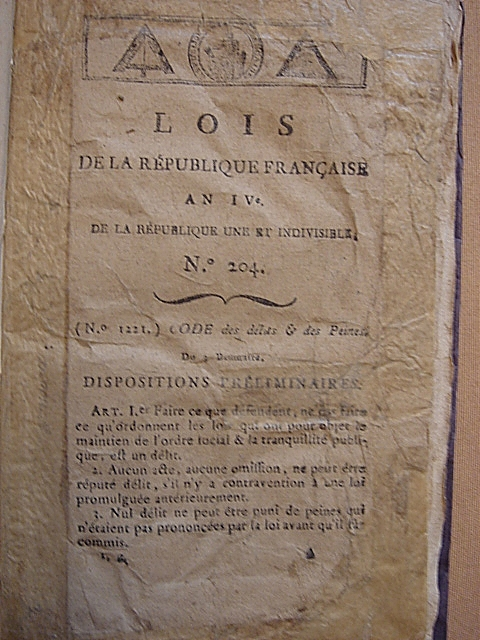
Frontespizio del documento originale del Codice.

Il Code des délits et des peines (Codice dei delitti e delle pene) del 1795 è stato il secondo codice penale della Francia, dopo il Code pénal del 1791. Fu sostituito dal Codice penale napoleonico del 1810.

## Vicenda storica
Il nuovo Codice fu emanato dopo la Costituzione cosiddetta "dell'anno III" (22 agosto 1795, 5 fruttidoro dell'anno III secondo il calendario rivoluzionario).
La precedente normativa in materia penale non aveva dato buona prova di sé, a causa dell'abbondante uso della legislazione speciale avvenuto durante il Regime del Terrore (1793-1794) e del Terrore bianco (1795), che aveva portato agli eccessi del Tribunale rivoluzionario con migliaia di sentenze di condanna a morte a Parigi e nelle province.
L'estensore del Codice del 1795 fu soprattutto Philippe-Antoine Merlin de Douai (1754-1838), avvocato proveniente dalle Fiandre. Il testo definitivo fu promulgato dalla Convenzione nazionale il 25 ottobre 1795, 3 brumaio dell'anno IV.

## Contenuti e sistematica
Il Codice si componeva di 646 articoli, in gran parte dedicata alla procedura penale. La preoccupazione maggiore fu garantire i diritti della difesa nel processo, diritto che era stato addirittura escluso dalla legge speciale del 22 pratile anno II (10 giugno 1794) per i processi di fronte al Tribunale rivoluzionario.
Per il resto venne conservata la sistematica ed il diritto sostanziale del Codice penale del 1791, dovuto soprattutto a Louis-Michel le Peletier de Saint-Fargeau (assassinato da un fanatico monarchico nel 1793). Furono mantenute anche le due giurie, di giudizio e di accusa, istituite nel 1791: la giuria di giudizio sarà soppressa dalla Costituzione "dell'anno VIII" (1799).